# 집단체조

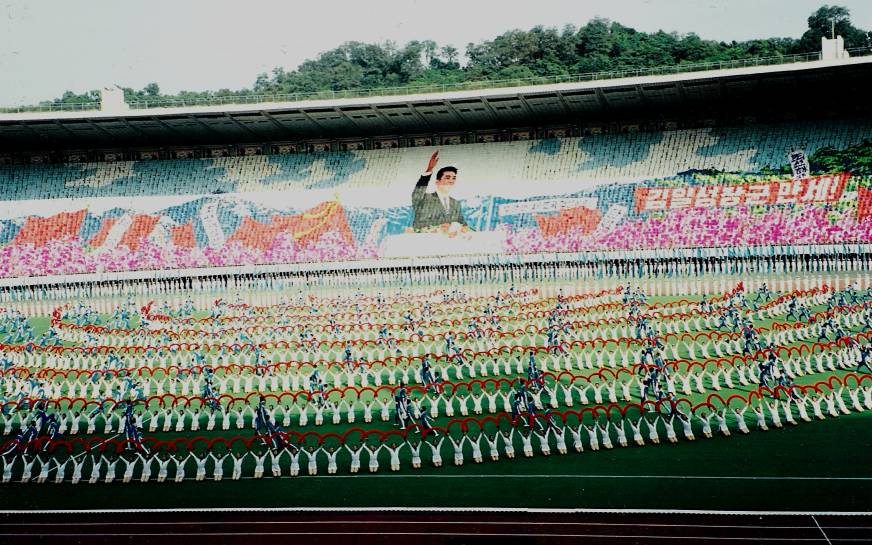
1998년 조선민주주의인민공화국 평양에서 열린 집단체조

집단체조(集團體操, 문화어) 또는 매스게임(mass game)은 많은 사람이 모여서 체조나 연기를 하는 것이다. 어원은 많은 사람을 나타내는 매스(mass)와 게임(game)이 혼합된 일본어식 영어이다.
대부분 올림픽이나 FIFA 월드컵 등의 다양한 스포츠 게임의 개막식이나 폐막식에 치러지는 것이 보통이다. 과거 대한민국과 일본에서는 운동회 때 국민을 단합시켜 군사독재 정권을 유지할 목적으로 행해졌으며, 옛 공산주의 국가에서는 인민의 단결을 대외적으로 과시하여 공산주의가 자본주의보다 우월하다는 주장을 드러내기 위해 국가적으로 성대하게 치르기도 했다. 그 중 조선민주주의인민공화국에서 공산주의 이념선전을 위한 메스게임인 아리랑 축제는 최대 인력의 동원으로 인해 기네스북에 등재되기도 하였다.

## 같이 보기
- 조선민주주의인민공화국의 선전